# História da solução numérica de equações diferenciais usando computadores

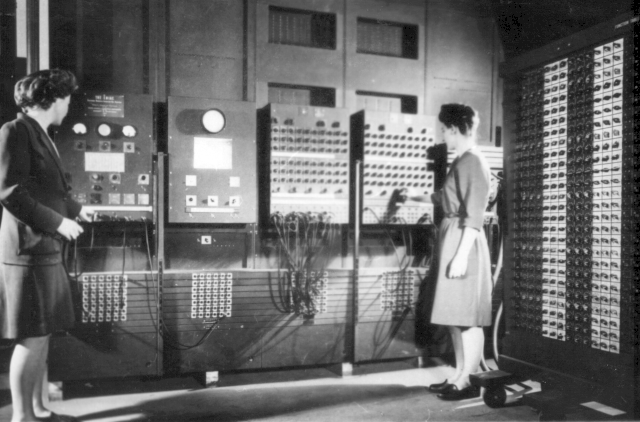
Duas mulheres operando o ENIAC, um dos primeiros computadores da história (fotografia pertencente ao Exército dos Estados Unidos (U.S. Army)).

O termo equação diferencial ganhou destaque durante a Segunda Guerra Mundial, já que estas eram utilizadas com a finalidade de calcular a trajetória exata de projéteis lançados por armas e canhões. Originalmente, os matemáticos utilizavam cálculos mais simples de séculos passados para determinar a velocidade, pressão, altura, curva, distância e outros parâmetros.
No entanto, a introdução de novas armas como os canhões alemães gigantes, o "canhão de Paris " e "Big Bertha " e o foguete V-2, fizeram com que os projéteis viajassem por centenas de quilômetros de distância e dezenas de quilômetros de altura, em todos os climas. Por esse motivo, as variáveis tais como a menor resistência ao vento em atmosferas finas e mudanças na força gravitacional reduziram a precisão dos cálculos realizados através da metodologia histórica. Havia agora também o problema adicional dos aviões que poderiam voar a centenas de quilômetros por hora. As equações diferenciais foram aplicadas a processos estocásticos. O desenvolvimento de máquinas capazes de acelerar o cálculo manual de equações diferenciais conduziu, em parte, à criação do computador através dos esforços de Vannevar Bush, John von Neumann e outros.
De acordo com Mary Croarken em seu artigo "Computação no Reino Unido durante a Segunda Guerra  Mundial", de 1945, o Laboratório de Matemática de Cambridge criado por John Lennard-Jones utilizava os dispositivos de computação mais recentes para calcular as equações.  Estes dispositivos incluiam um modelo de "analisador diferencial", e a máquina Mallock, descrita como "um solucionador elétrico de equações simultâneas".  De acordo com Croarken, o Ministério da Defesa também estava interessado na nova chegada de um analisador diferencial que acomodava oito integradores. Este dispositivo de computação exótico construído pela Metropolitan- Vickers em 1939 consistiu de mecanismos de roda e disco que poderiam fornecer descrições e soluções para equações diferenciais. A saída de dados resultou em um gráfico traçado.
Na mesma época, nos Estados Unidos, o pioneiro da computação analógica Vannevar Bush assumiu um papel semelhante ao de Lennard-Jones no âmbito militar depois que o presidente Franklin Delano Roosevelt confiou-lhe a maior parte da pesquisa de guerra para o controle automático do poder de fogo usando máquinas e dispositivos de computação.
De acordo com Sarah Bergbreiter em seu artigo "Moving from Practice to Theory: Automatic Control after World War II," o controle de fogo para a derrubada da força aérea inimiga por armas anti-aéreas era a prioridade. As máquinas de computação analógicas eletro-mecânicas plotavam dados diferenciais , enquanto os servos criadas por HL Hazen adaptavam os dados para o controle de armas de fogo para disparo preciso e exato. Outras melhorias de mesmo tipo feitas por Bell Labs aumentaram a estabilidade dos disparos para compensar comportamentos estocásticos de aviões inimigos e armas de grande porte. Uma nova era de guerra inteligente havia começado.
Este trabalho no MIT e Bell Labs mais tarde levou ao desenvolvimento do computador eletrônico por Norbert Wiener e ciência cibernética para a mesma finalidade, acelerando o processo de cálculo diferencial exponencialmente e dando mais um passo gigante para a criação do moderno computador digital usando a arquitetura de von Neumann. O Dr. von Neumann foi um dos matemáticos originalmente empregados no desenvolvimento de equações diferenciais para fins de guerra.